# Bhatni Bazar
Bhatni Bazar es  un pueblo y nagar Panchayat situado en el distrito de Deoria en el estado de Uttar Pradesh (India). Su población es de 15352 habitantes (2011). 

## Demografía
Según el  censo de 2011 la población de Bhatni Bazar era de 15352 habitantes, de los cuales 8070 eran hombres y 7282 eran mujeres. Bhatni Bazar tiene una tasa media de alfabetización del 80,61%, superior a la media estatal del 67,68%: la alfabetización masculina es del 89,47%, y la alfabetización femenina del 70,94%.